# Club de Deportes Puerto Montt
O Club de Deportes Puerto Montt é um clube de futebol chileno com sede na cidade de Puerto Montt, região de Los Lagos. Atualmente, o clube disputa a terceira divisão do Campeonato Chileno.

## História
O Deportes Puerto Montt foi fundado no dia 6 de maio de 1983, em meio a um movimento de difundir o futebol profissional nas regiões extremas do Chile. Está localizado no extremo sul chileno e é o clube profissional mais austral do planeta. Em 1997, participou pela primeira vez da primeira divisão do Campeonato Chileno, após ficar em segundo lugar na Primeira B no ano anterior. Foi rebaixado em 2001, mas já conseguiu retornar no ano seguinte depois de ganhar a segunda divisão em 2002. Em seu retorno ao Campeonato Chileno, permaneceu até 2007, quando foi rebaixado novamente. Desde então, esteve sempre alternado entre a segunda e a terceira divisão.

## Rivalidades
O principal rival do Deportes Puerto Montt é o Provincial Osorno, com quem disputa o tradicional Clássico do Sul, confronto que envolve as duas equipes profissionais mais ao sul do Chile. Além disso, os Albiverdes também possuem uma forte rivalidade com o Deportes Valdivia.

## Títulos
| NACIONAIS | NACIONAIS                       | NACIONAIS | NACIONAIS  |
|           | Competição                      | Títulos   | Temporadas |
| --------- | ------------------------------- | --------- | ---------- |
|           | Campeonato Chileno - 2ª divisão | 1         | 2002       |
|           | Campeonato Chileno - 3ª divisão | 1         | 2014-15    |

## Sedes e estádios

### Regional de Chinquihue
O clube exerce seus jogos de mandante no Estádio Regional de Chinquihue, localizado na mesma comuna, que tem uma capacidade aproximada de 10.000 espectadores. O recinto foi inaugurado em 1982, mas passou por um amplo processo de modernização entre 2009 e 2013 para ser uma das sedes da Copa do Mundo FIFA Sub-17 de 2015, se tornando um estádio padrão FIFA.